# Antoine Kambanda
Antoine Kambanda (Nyamata, 10 november 1958) is een Rwandees geestelijke en een kardinaal van de Rooms-Katholieke Kerk
Kambanda bezocht het kleinseminarie in Kigali. Daarna studeerde hij aan het grootseminarie van Butare. Op 8 september 1990 werd hij priester gewijd. Hij studeerde aan de Pauselijke Lateraanse Universiteit in Rome, waar hij in 1999 een doctoraat behaalde. Vervolgens was hij werkzaam aan diverse onderwijsinstellingen van de Rooms-Katholieke Kerk in Rwanda.
Op 7 mei 2013 werd Kambanda benoemd tot bisschop van Kibungo; zijn bisschopswijding vond plaats op 20 juli 2013. Op 19 november 2018 volgde zijn benoeming tot aartsbisschop van Kigali.
Kambanda werd tijdens het consistorie van 28 november 2020 kardinaal gecreëerd. Hij kreeg de rang van kardinaal-priester. Zijn titelkerk werd de San Sisto.
- Gemeinsame Normdatei: 1242168443
- International Standard Name Identifier: 0000 0000 5892 6181
- Library of Congress Control Number: n2009209533
- Virtual International Authority File: 86284567